# De Nieuwe Lichting
De Nieuwe Lichting is een muziekwedstrijd waar Studio Brussel op zoek gaat naar nieuw muzikaal talent. De Nieuwe Lichting presenteert elk jaar drie jonge beloftevolle bands of artiesten. Jaarlijks schrijven honderden bands zich in. Uit deze inschrijvingen selecteert een professionele vakjury de finalisten van de wedstrijd.
De finalisten worden voorgesteld op Studio Brussel. Uiteindelijk bepaalt de luisteraar welke drie artiesten gekroond worden tot De Nieuwe Lichting van dat jaar.

## Geschiedenis

### 2013
Bij de eerste editie bestond de professionele vakjury uit Netsky (dj, producer), Lefto (dj, producer), Luc De Vos (Gorki) en Eppo Janssen (Pukkelpop programmator). Tijdens De Week Van Eigen Kweek kozen de Studio Brussel-luisteraars welke drie bands uiteindelijk werden gekroond tot De Nieuwe Lichting. Uit meer dan 700 inzendingen werden Tout Va Bien, Soldier’s Heart en Rhinos Are People Too bekendgemaakt als de drie winnaars tijdens een liveshow op de radio en op Canvas. Ze mochten spelen in de AB en kregen van Pukkelpop ook een plekje op de affiche van het festival.

### 2014
Juryleden Jan Paternoster (Black Box Revelation), Mickael Karkousse (Goose) en Jef Neve (pianist en componist) selecteerden de eerste 8 finalisten van De Nieuwe Lichting 2014 uit meer dan 700 inzendingen. Tijdens De Week Van Eigen Kweek kozen de Studio Brussel-luisteraars voor Brihang, Amongster en Folie Douce als winnaars van De Nieuwe Lichting. Deze bands speelden samen met Triggerfinger een showcase in de Ancienne Belgique (gebouw) en mochten op Pukkelpop de Wablief?!-tent openen.

### 2015
In 2015 bestond de jury uit Mario Goossens (Triggerfinger), Isolde Lasoen (DAAN) en Flip Kowlier (’t Hof van Commerce). De luisteraars van Studio Brussel kozen uiteindelijk voor I will, I swear, Zinger en St. Grandson als De Nieuwe Lichting 2015. Studio Brussel-presentatrice Kirsten Lemaire maakte de winnaars bekend op 16 februari in de Ancienne Belgique.

### 2016
Voor de 5e editie in 2016 koos de vakjury, bestaande uit Jan Paternoster, Isolde Lasoen, Flip Kowlier en Eppo Janssen, de acht finalisten. Tijdens de finale speelden alle finalisten live op het grote podium van de Brusselse AB gepresenteerd door Kirsten Lemaire. De Studio Brussel-luisteraars kozen voor Equal Idiots, Clear Season en Wanthanee als winnaars van De Nieuwe Lichting.

### 2017
In 2017 kozen juryleden Flip Kowlier, Jan Paternoster, Eppo Janssen en Jonas Boel (Focus Knack-journalist) de finalisten. Tot vrijdag 3 februari 2017 konden mensen stemmen op hun favoriete band. Diezelfde dag speelden alle acht finalisten live in de Ancienne Belgique en werden de drie winnaars bekendgemaakt. The Lighthouse, Kai Wén en Tamino vormden samen De Nieuwe Lichting van 2017.

### 2018
Bij de zesde editie in 2018 schreven een duizendtal opkomende bands zich in voor De Nieuwe Lichting. Dat jaar bestond de jury uit Flip Kowlier, Jan Paternoster, Jeroen De Pessemier (The Subs) en Michael Ilegems (chef muziek bij Focus Knack). Zij selecteerden de negen finalisten. Voor de eerste keer maakte Kirsten Lemaire de finalisten bekend tijdens een Facebook live-slotshow. Dit gebeurde vanuit de DAFT opnamestudio’s in Malmedy. Portland, Chackie Jam en SONS wonnen De Nieuwe Lichting van 2018. Als winnaars kregen zij ook studiotijd in de DAFT-studio’s.

### 2019
In 2019 vond de zevende editie van De Nieuwe Lichting plaats. Uit bijna duizend deelnemers koos een jury, bestaande uit Flip Kowlier, Jan Paternoster, Jeroen De Pessemier (The Subs) en voorzitster Kirsten Lemaire, de negen finalisten. Op donderdag 31 januari kon de finale integraal gevolgd worden tijdens de Facebook liveshow op de Facebookpagina van Studio Brussel. Net zoals vorig jaar gebeurde dit vanuit de DAFT opnamestudio’s in Malmedy. De Nieuwe Lichting 2019 werd gewonnen door Mooneye, David Ngyah en Tessa Dixson.

### 2020
In 2020 vond de achtste editie van De Nieuwe Lichting plaats. Uit exact 999 deelnemers koos een jury, bestaande uit  Black Mamba, Jan Paternoster, Jeroen De Pessemier (The Subs), Michael Ilegems (Focus Knack) en voorzitster Kirsten Lemaire, de negen finalisten. Op donderdag 30 januari kon de finale integraal gevolgd worden tijdens de Facebook liveshow op de Facebookpagina van Studio Brussel, dit jaar vanuit de Trix in Antwerpen. De Nieuwe Lichting 2020 werd gewonnen door Crooked Steps, The Radar Station en Sunday Rose.

### 2021
In 2021 vond de negende editie van De Nieuwe Lichting plaats. Uit meer dan 850 deelnemers koos een jury, bestaande uit Black Mamba, Thibault Christiaensen (Equal Idiots), Jeroen De Pessemier (The Subs) en Michael Ilegems (Focus Knack) de negen finalisten. Op donderdag 28 januari kon de finale integraal gevolgd worden op de radio en in de Studio Brussel-app tijdens een coronaveilige uitzending vanuit de Trix in Antwerpen. De Nieuwe Lichting 2021 werd gewonnen door Ramkot, Kids With Buns en The Haunted Youth.

### 2022
In 2022 vond de tiende editie van De Nieuwe Lichting plaats. Uit 789 inzendingen koos een jury, bestaande uit  Black Mamba, Thibault Christiaensen (Equal Idiots), Jeroen De Pessemier (The Subs) en Michael Ilegems (Focus Knack) de negen finalisten. Op maandag 31 januari kon de finale integraal gevolgd worden op de radio en in de Studio Brussel-app tijdens een coronaveilige uitzending, deze keer vanuit Wilde Westen in Kortrijk naar aanleiding van de Week van de Belgische muziek. De Nieuwe Lichting 2022 werd gewonnen door BLUAI, Shaka Shams en ILA.

### 2023
In 2023 vond de elfde editie van De Nieuwe Lichting plaats. Uit 849 inzendingen koos een jury, bestaande uit onder meer Thibault Christiaensen (Equal Idiots), Jeroen De Pessemier (The Subs), Noonah Eze (Black Mamba), en Michael Ilegems (Focus Knack) de negen finalisten. De finale werd door StuBru op maandag 30 januari uitgezonden vanuit De Casino in Sint-Niklaas. De Nieuwe Lichting 2023 werd gewonnen door Isaac Roux, Mayorga en Jack Vamp & The Castle of Creep.

### 2024
In 2024 vond de twaalfde editie van De Nieuwe Lichting plaats. Uit meer dan duizend inzendingen koos een jury, bestaande uit onder meer Thibault Christiaensen (Equal Idiots), Jeroen De Pessemier (The Subs) en Coely de negen finalisten. De finale werd door StuBru op maandag 30 januari uitgezonden vanuit De Beurs in Brussel. De Nieuwe Lichting 2024 werd gewonnen door ISE, Bwana en YESNOMAYBE.

### 2025
In 2025 vond de dertiende editie van De Nieuwe Lichting plaats. Uit meer dan duizend inzendingen koos een jury, bestaande uit onder meer Thibault Christiaensen (Equal Idiots), Marie Van Uytvanck (Kids with Buns), Faisal Chatar (Glintsal) en Jeroen De Pessemier (The Subs) de negen finalisten. De finale werd door StuBru op vrijdag 31 januari uitgezonden vanuit De Beurs in Brussel. De Nieuwe Lichting 2025 werd gewonnen door Alice Mae, Kaat Van Stralen en Uwase.

## Laureaten
| Jaar | Winnende artiesten              |
| ---- | ------------------------------- |
| 2013 | Tout Va Bien                    |
| 2013 | Soldier's Heart                 |
| 2013 | Rhinos Are People Too           |
| 2014 | Brihang                         |
| 2014 | Folie Douce                     |
| 2014 | Amongster                       |
| 2015 | I will, I swear                 |
| 2015 | Zinger                          |
| 2015 | St. Grandson                    |
| 2016 | Equal Idiots                    |
| 2016 | Clear Season                    |
| 2016 | Wanthanee                       |
| 2017 | The Lighthouse                  |
| 2017 | Kai Wén                         |
| 2017 | Tamino                          |
| 2018 | Chackie Jam                     |
| 2018 | SONS                            |
| 2018 | Portland                        |
| 2019 | Mooneye                         |
| 2019 | David Ngyah                     |
| 2019 | Tessa Dixson                    |
| 2020 | Crooked Steps                   |
| 2020 | The Radar Station               |
| 2020 | Sunday Rose                     |
| 2021 | Kids With Buns                  |
| 2021 | Ramkot                          |
| 2021 | The Haunted Youth               |
| 2022 | BLUAI                           |
| 2022 | Shaka Shams                     |
| 2022 | ILA                             |
| 2023 | Isaac Roux                      |
| 2023 | Mayorga                         |
| 2023 | Jack Vamp & The Castle of Creep |
| 2024 | ISE                             |
| 2024 | YESNOMAYBE                      |
| 2024 | BWANA                           |
| 2025 | Kaat Van Stralen                |
| 2025 | Alice Mae                       |
| 2025 | Uwase                           |